# Institut séculier
Un institut séculier est un institut de vie consacrée dont les membres (prêtre, homme, femme) se consacrent à Dieu par des liens sacrés : profession des trois conseils ou promesses, différentes des vœux religieux et sont établis dans le monde, parmi le siècle, contrairement aux membres d’instituts religieux qui mènent une vie commune. Un institut séculier peut être de droit diocésain ou de droit pontifical.

## Historique
Une forme de consécration à Dieu vécue dans le monde existe déjà dans les premiers siècles du christianisme, on parlait de célibat ou vierge consacrée, Saint Cyprien avait encouragé les instituts de vierges consacrées au IIIe siècle. Au XIIIe siècle, avec la diffusion des Tiers-Ordres, une forme de consécration laïque se répand même si aucun véritable institut séculier n'est structuré. 
Les instituts séculiers sont reconnus officiellement à partir de 1947 avec la constitution apostolique Provida Mater Ecclesia du pape Pie XII. Ce texte est suivi par le motu proprio Primo Feliciter et le Cum Sanctissimus de 1948. Leur rôle est précisé par le concile Vatican II et le code de droit canonique de 1983. Le pape Jean-Paul II les mentionne dans l'exhortation apostolique Vita Consecrata de 1996. Le pape François a dit connaître et apprécier leur vocation (aux instituts séculiers italiens mai 2014).
214 instituts sont reconnus en 2012 de par le monde, regroupant quelque 30 000 membres. Au niveau juridique, ces instituts dépendent de la Congrégation pour les Instituts de vie consacrée et les sociétés de vie apostolique. La Conférence mondiale des instituts séculiers coordonne les conférences nationales pour leur permettre de travailler ensemble. En France (35 instituts en 2012), et dans chaque pays d'Europe existe une conférence nationale des instituts séculiers. Ces conférences existent ou se mettent en place sur les cinq continents. Les instituts séculiers valorisent le cheminement spirituel à travers l'Évangile et à travers la profession (vœux ou promesses) des conseils de pauvreté, de chasteté et d'obéissance. La pratique de la charité est encouragée pour construire une relation personnelle avec Dieu. Les instituts sont indépendants entre eux parce qu'ils sont régis par des chartes différentes. Ils sont de droit diocésain ou de droit pontifical.
Au Canada, les instituts séculiers sont au nombre de seize, et ils sont également regroupés dans une conférence. Aux États-Unis, une conférence des instituts séculiers est créée en 1976. 

## Instituts séculiers de droit pontifical
- Alliance en Jésus par Marie (es)[2] (féminin)
- Amore Riparazione Apostolato (féminin)
- Ancelle della Divina Misericordia (féminin)
- Ancelle di Dio Misericordia (féminin)
- Ancillae Sanctae Ecclesiae (féminin)
- Apostole del Sacro Cuore (féminin)
- Institut du Prado (sacerdotal)
- Ausiliarie Missionarie Agostiniane (féminin)
- Caritas Christi (féminin)[3]
- Cœur de Jésus Famille Cor Unum (féminin)[4]
- Cœur de Jésus (it) Famille Cor Unum (sacerdotal)
- Compagnia Missionaria del Sacro Cuore (féminin)
- Compagnie de Saint Paul (it) (sacerdotal, masculin et féminin)
- Compagnie de Sainte Ursule (it) (féminin)
- Cooperadoras de la Familia (es) (féminin)
- Cooperatrici Oblate Missionarie dell’Immacolata (féminin)
- Cordis Jesu (féminin)
- Cristifero (féminin)
- Christ Roi (it) (masculin)
- Croisade évangélique (es) (féminin)
- Cruzadas de Santa María (féminin)
- Institut séculier disciples du Seigneur (es) (féminin)
- Fieles Siervas de Jesús (féminin)
- Figlie dei Sacri Cuori di Gesù e Maria (féminin)
- Filles de la Reine des Apôtres (it) (féminin)
- Filiación Cordimariana (féminin)
- Fils de Notre-Dame de Vie (masculin)
- Fraternité sacerdotale Saint Jean-Baptiste (masculin)
- Fraternité Jésus Caritas (féminin)
- Säkularinstitut Frauen von Schönstatt (de) (féminin)
- Hijas de la Natividad de María (féminin)
- Jesus Victima (féminin)
- Madonna della Strada (féminin)
- Maids of the Poor (féminin)
- Misioneras Apostólicas de la Caridad (féminin)
- Misioneras Seculares IMS (féminin)
- Missionnaire de la royauté du Christ (it) (masculin)
- Missionarie Comboniane (féminin)
- Missionarie degli Infermi Cristo Speranza (féminin)
- Missionarie del Sacerdozio Regale di Cristo (féminin)
- Missionarie del Vangelo (féminin)
- Missionarie della Regalità di Cristo – ISM (féminin)
- Missionarie dell’Amore Infinito (féminin)
- Missionarie dell’Immacolata P. Kolbe (féminin)
- Missionarie laiche di Maria Madre del Redentore (féminin)
- Missionarie Secolari della Passione (féminin)
- Notre-Dame du Travail (féminin)
- Notre-Dame de Vie (féminin)
- Oblate Apostoliche (Pro Sanctitate) (féminin)
- Oblate del Sacro Cuore di Gesù (féminin)
- Oblate di Cristo Re (féminin)
- Oblates missionnaires de Marie Immaculée (féminin)[5]
- Obreras de la Cruz (féminin)
- Operarias Parroquiales Magdalena Aulina (féminin)
- Opus Dei (jusque 1982)
- Piccola Famiglia Francescana (féminin)
- Piccole Apostole della Carità (féminin)
- Pie X (masculin et féminin)
- Prêtres de Notre-Dame de Vie (sacerdotal)
- Prymasa Wyszynskiego (féminin)
- Sacerdoti Missionari della Regalità di Cristo (sacerdotal)
- Sacerdoti del Sacro Cuore di Gesù (sacerdotal)
- Schönstätter Marienschwestern (Schoenstatt Sorelle di Maria) (féminin)
- Schönstatt-Institut Diözesanpriester (sacerdotal)
- Schönstatt-Patres (sacerdotal)
- Sei Maria Zaizoku Kai (féminin)
- Servas de Jesus Sacerdote (féminin)
- Servi della Divina Misericordia (sacerdotal)
- Servite Secular Institute (féminin)
- Servitium Christi (féminin)
- Siervas Seglares de Jesucristo Sacerdote (féminin)
- Świecki Slużebnic Najświętszego Serca Jezusa – Posłanniczek Maryi (féminin)
- Spigolatrici della Chiesa (féminin)
- St. Bonifatius (féminin)
- Unio Filiarum Dei (féminin)
- Vita et Pax in Christo Jesu (féminin)
- Volontarie di Don Bosco (féminin)
- Volontarie della Carità (féminin)
- Voluntas Dei [6] (sacerdotal)

## Instituts séculiers de droit diocésain
- Acies Christi (masculin, sacerdotal)
- Activas del Apostolado Social (féminin)
- Agneau de Dieu (féminin)
- Ancelle della Madre di Dio (féminin)
- Ancilla Domini (féminin)
- Ancillae (féminin)
- Ancillae Christi Regis (féminin)
- Apostole Vocazioniste della Santificazione Universale (féminin)
- Apostole dei Sacri Cuori di Gesù e Maria (féminin)
- Assistantes de l’Apostolat Sacerdotal (féminin)
- Auxilary Brothers’ Institute (masculin)
- Auxilary Sisters’ Institute (féminin)
- Auxiliares de Jesús Maestro Divino (féminin)
- Betania (féminin)
- Caritas Secular Institute (féminin)
- Catequistas do Sagrado Coraçao de Jesus (féminin)
- Catequistas de la Virgen del Pino (féminin)
- Catequistas Missionarias de Sao Francisco de Assis (féminin)
- Christkönigs Institut (féminin)
- Chrystusa Króla (féminin)
- Compagnia della Santa Famiglia (féminin)
- Compagnia di Gesù Maestro (féminin)
- Compagnia di Santa Teresa del Bambino Gesù (féminin)
- Cruzados de Santa María (masculin)
- Sagrada Familia (féminin)
- Deus Caritas (féminin)
- Discepole del Crocifisso (féminin)
- Divine Mercy Institute (sacerdotal)
- Dominicain d’Orléans (féminin)
- Elianum Świecki Instytut Karmelitański (féminin)
- Équipières Sociales (féminin)
- Féminin du Prado (féminin)
- Figlie di Sant’Anna (féminin)
- Franciscano SEARA (féminin)
- Fraternidad Franciscana (féminin)
- Gemeinschaft der Missionshelferinnen (féminin)
- Saint François de Sales (de) (féminin)
- Handmaids of Christ the Priest (féminin)
- Heraldos de Jesús (féminin)
- Hermandad de Operarias Evangélicas (féminin)
- Hogar de Nazareth (féminin)
- Isidoriano (masculin)
- Jésus Ouvrier (féminin)
- Jezusa Eucharystycznego (féminin)
- Lumen Christi (féminin)
- Maria di Nazareth (féminin)
- Militantes de la Sainte-Vierge (féminin)
- Milosierdzia Bozego (féminin)
- Misioneras Franciscanas de María Inmaculada (féminin)
- Misioneras de Jesucristo Sacerdote (féminin)
- Misioneras de los Trabajadores (féminin)
- Misioneras de María Inmaculada (féminin)
- Misioneras Seculares de Jesús Obrero (féminin)
- Mission Notre-Dame de Béthanie (féminin)
- Missionarie del Lavoro (féminin)
- Missionarie della Parola di Dio (féminin)
- Missionarie di Maria Regina dei Cuori (féminin)
- Missionarie Diocesane di Gesù Sacerdote (féminin)
- Missionarie Secolari Scalabriniane (féminin)
- Missionnaires du Seigneur (féminin)
- Missionnaires de la Paternité Divine (féminin)
- Missionnaires de Notre-Dame du Mont-Carmel (féminin)
- Missionnaires de Notre Dame de Fourvière (féminin)
- Niepokalanej Matki Kosciola (féminin)
- Nossa Senhora da Anunciação (féminin)
- Notre-Dame de la Joie (féminin)
- Notre Dame de l’Offrande (féminin)
- Nuestra Señora de la Altagracia (féminin)
- Oblatas Diocesanas (féminin)
- Oblatas Franciscanas (féminin)
- Oblate di Nostra Signora del Sacro Cuore (féminin)
- Oblatos Diocesanos (masculin)
- Onze Lieve Vrouw van de Berg Karmel (féminin)
- Opera Cuore Immacolato di Maria (féminin)
- Opera del Divino Amore (féminin)
- Orionino (féminin)
- Perpetuo Socorro (féminin)
- Piccola Fraternitá Francescana di Santa Elisabetta (féminin)
- Piccole Apostole di Cristo Re (féminin)
- Présence et Vie (féminin)
- Priests in the Opus Spiritus Sancti (sacerdotal)
- Pro Ecclesia (féminin)
- Przemienienia Panskiego (féminin)
- Regnum Mariae (féminin)
- Saint Dominique (féminin)
- Sainte Famille (féminin)
- Sainte Françoise Romaine (féminin)
- Sal Terrae (féminin)
- San Raffaele Arcangelo (féminin)
- Santa Caterina da Genova (féminin)
- Santa Maria degli Angeli (féminin)
- Santa Milizia di Gesù (féminin)
- Schönstatt-Institut Marienbrüder (féminin)
- Servantes du Sacerdoce (féminin)
- Servantes de Marie Immaculée (féminin)
- Servants of Christ the Priest (féminin)
- Servas do Apostolado (féminin)
- Servi della Chiesa (masculin et féminin)
- Servi della Sofferenza (masculin et féminin)
- Servi Trinitatis (masculin)
- Servi Trinitatis (féminin)
- Sociedad del Magisterio y del Apostolado Parroquial (féminin)
- Societas de Imitatione Christi (féminin)
- St. Katharina-Werk (féminin)
- Stabat Mater (féminin)
- Suradnice Krista Kralja (féminin)
- Swietej Rodziny (masculin et féminin)
- The Grail (masculin et féminin)
- Unione Carmelitana Teresiana (féminin)
- Unitas-Brasil (féminin)
- Vie et Foi (féminin)
- Vinculum Caritatis (masculin et féminin)
- Volontarie Francescane delle Vocazion (féminin)
- Zelatrici del Divin Cuore di Gesù  (féminin)